# Municipio de Highland (Misuri)
El municipio de Highland (en inglés: Highland Township) es un municipio ubicado en el condado de Oregon en el estado estadounidense de Misuri. En el año 2010 tenía una población de 475 habitantes y una densidad poblacional de 3,47 personas por km².

## Geografía
El municipio de Highland se encuentra ubicado en las coordenadas 36°42′50″N 91°35′21″O / 36.71389, -91.58917. Según la Oficina del Censo de los Estados Unidos, el municipio tiene una superficie total de 136.89 km², de la cual 136,83 km² corresponden a tierra firme y (0,04 %) 0,06 km² es agua.

## Demografía
Según el censo de 2010, había 475 personas residiendo en el municipio de Highland. La densidad de población era de 3,47 hab./km². De los 475 habitantes, el municipio de Highland estaba compuesto por el 96 % blancos, el 0,84 % eran amerindios, el 1,89 % eran asiáticos y el 1,26 % eran de una mezcla de razas. Del total de la población el 2,11 % eran hispanos o latinos de cualquier raza.